# Karel Belada
Karel Belada (5. února 1883, Křivsoudov u Vlašimi – 8. prosince 1953, Praha) byl český stavební inženýr a podnikatel, bratr Bohumila a Antonína Belady.

## Život
Studoval na stavebním oboru průmyslové školy, maturoval v roce 1903. Praxi získával u několika pražských stavebních firem, např. u Aloise Elhenického na Smíchově a u Viktora Beneše. Podílel se na stavbách hlavního nádraží v Praze a Fyzikálního ústavu Českého vysokého učení technického. Stavitelskou koncesi získal v roce 1910, poté působil do roku 1913 v Bosně a Černé Hoře. Po návratu pracoval ve firmě svého bratra Bohumila B. Belada a spol., vodní a pozemní stavby. V roce 1920 spoluzaložil s bratrem Bohumilem stavební firmu Ing. B. Belada & spol. Předpoklady pro získání titulu inženýr splnil prací na odželezovací stanici vodárny v Káraném. Firma se specializovala na pozemní stavitelství, výstavbu kanalizací, geologický a hydrologický průzkum. Jako spolumajitel a projektant se podílel na mnoha realizacích rodinné firmy. Mezi řadu realizovaných zakázek patří např. palác Šramota Na Příkopě s kavárnou Lloyd (1926–1927), budova Československé tiskové kanceláře, tiskárna a nakladatelský palác firmy Josef Richard Vilímek, přečerpávací stanice ve Střešovicích, továrna keramické firmy Silika v Řeži u Roztok a další.